# Marek Ziętara
Marek Ziętara (ur. 23 czerwca 1970 w Nowym Targu) – polski hokeista, trener hokejowy. Syn Walentego, brat Piotra.

## Kariera
Występował na pozycji napastnika w Podhalu Nowy Targ (1988-1990) i w Cracovii (1990-1995). W polskiej ekstralidze rozegrał 123 mecze i strzelił 20 goli. Uczestniczył w turnieju hokejowym na Zimowej Uniwersjadzie 1993. Zakończył karierę w wieku 25 lat z powodu kontuzji barku.
W 1995 ukończył studia w Akademii Wychowania Fizycznego im. Bronisława Czecha w Krakowie. Po zakończeniu kariery od 1995 był trenerem w SMS Nowy Targ (pięć sezonów; jako asystent Walerija Woronina oraz Wiktora Pysza), SMS Gdańsk (jeden sezon jako samodzielny trener). Następnie przez sześć sezonów był szkoleniowcem drużyn młodzieżowych we włoskim klubie SG Cortina. Od listopada 2008 był asystentem Milana Jančuški w Podhalu Nowy Targ (łącznie dwa sezony). Zastąpił na tym stanowisku Tadeusza Kalatę. Od kwietnia 2010 do października 2011 był asystentem Milana Jančuški w Ciarko KH Sanok / Ciarko PBS Bank KH Sanok. Od 5 października 2011 do 30 marca 2012 pracował jako pierwszy trener Ciarko PBS Bank Sanok. 21 maja 2012 został trenerem MMKS Podhale Nowy Targ (jego asystentem został mianowany Rafał Sroka). Ponadto 9 lipca 2012 mianowany przez PZHL asystentem selekcjonera reprezentacji Polski (został nim Igor Zacharkin). W maju 2013 podpisał nowy, trzyletni kontrakt z MMKS Podhale.  Po sezonie 2013/2014 pierwotnie ustąpił z funkcji trenera drużyny, po czym zmienił decyzję i związał się z klubem dwuletnim kontraktem. 16 października 2015 zasłabł podczas meczu przeciw JKH GKS Jastrzębie w Nowym Targu. Na początku sezonu Polskiej Hokej Ligi 2016/2017 28 września 2016 został zdyskwalifikowany przez Wydział Gier i Dyscypliny PZHL na okres jednego roku za swoje zachowanie z 16 września 2016 w Nowym Targu, gdy po meczu przeciw Cracovii miał zaatakować sędziego głównego tego spotkania, Michała Bacę. W związku z powyższym kontrakt trenera został rozwiązany przez klub z Nowego Targu. Pod koniec października 2016 został mianowany na stanowisko dyrektora sportowego Podhala Nowy Targ. Decyzję Wydziału Gier i Dyscypliny PZHL, na wniosek Marka Ziętary, pozostała do odbycia część kary została darowana od dnia 1 kwietnia 2017, zaś warunkiem jej zawieszenia było uiszczenie kwoty w wysokości 1 tys. zł. na rzecz PZHL. Od 1 maja 2017 był ponownie głównym trenerem Podhala, zaś w trakcie sezonu 2017/2018 złożył dymisję ze stanowiska 18 listopada 2017. Na początku kwietnia 2018 został ogłoszony trenerem drużyny MH Automatyka Gdańsk (prowadził zespół w sezonie 2018/2019). 4 września 2018 został ogłoszony trenerem reprezentacji Polski seniorów, jako szkoleniowiec zaangażowany w sztabie głównego trenera, Tomasza Valtonena. W tej funkcji uczestniczył w turnieju mistrzostw świata edycji 2019 (Dywizja IB). W sezonie PHL 2019/2020, po przemianowaniu nazwy, prowadził drużynę Lotos PKH Gdańsk, która nie została zgłoszona do kolejnej edycji rozgrywek. 15 lipca 2020 został przedstawiony jako główny trener zespołu Ciarko STS Sanok, powracającego po czterech latach przerwy do występów w PLH edycji 2020/2021. Na początku kolejnej edycji PHL 2021/2022 15 października 2021 zasłabł podczas meczu przeciw KH Energa Toruń w Sanoku. 22 listopada 2021 ogłoszono, że złożył dymisję z posady trenera.
W kwietniu 2024 objął posadę I trenera Cracovii.

## Sukcesy
Zawodnicze
- Brązowy medal mistrzostw Polski: 1989 z Podhalem Nowy Targ
- Srebrny medal mistrzostw Polski: 1990 z Podhalem Nowy Targ

Szkoleniowe
- Złoty medal mistrzostw Polski: 2010 (jako asystent) z Podhalem Nowy Targ, 2012 (jako główny trener) z Ciarko PBS Bank KH Sanok
- Puchar Polski: 2010 (jako asystent), 2011 (jako główny trener) z Ciarko PBS Bank KH Sanok
- Brązowy medal mistrzostw Polski: 2015 (jako główny trener) z MMKS Podhale Nowy Targ

Wyróżnienie
- Najlepszy trener sezonu 2011/2012 w plebiscycie „Hokejowe Orły”: 2012[28]